# Ljuba S. Jovanović
Ljubomir S. Jovanović „Čupa“ (1877. — 25. lipanj 1913.) je bio srbijanski, pravnik, novinar, član tajne organizacije Crna ruka, četnički borac i ideolog.

## Životopis
Rodio se u Brezovi kod Užica 1877. godine. Osnovnu školu završio je u rodnom kraju, a gimnaziju u Beogradu. Godine 1903. sudjeluje u demonstracijama u Beogradu protiv kralja Aleksandra Obrenovića, nakon čega bježi u Zemun (tada u Austro-Ugarskoj). Nakon što kraće vrijeme boravi u Beču, vraća se u Srbiju u kojoj su Obrenovići već svrgnuti, te njegovi prijatelji protuobrenovićevski vojni časnici dolaze u mogućnost da ostvare svoje ideje. 
Ubrzo se uključuje u novoformirane četničke postrojbe, koje predvode mladi časnici kraljevske vojske, i koje odlaze na tursko državno područje radi oružane borbe za širenje srpske države. 1905. se vraća u Beograd, kako bi završio pravni studij. Bavi se novinarstvom, te putuje u Belgiju gdje se upoznaje s tadašnjim tajnim revolucionarnim organizacijama.
Bio je inicijator stvaranja Crne ruke ("Ujedinjenje ili Smrt“) 1911. - tajne organizacije koja je obuhvatila suradnju među pučistima koji su 1903. god. svrgnuli Obrenoviće i doveli na vlast Karađorđeviće, te je zajedno s Bogdanom Radenkovićem i Vojislavom Tankosićem napisao pravila tog tajnog društva. Ljubomir Jovanović Čupa je bio glavni ideolog te revolucionarno-terorističke organizacije.
Bio je pokretač i urednik časopisa "Slovenski jug" (od 1903.) i "Pijemont" (od 1911.).
Ljubomir S. Jovanović je održavao intenzivne odnose s radikalnim krugom mladeži srpske etničke pripadnosti na području Austro-Ugarske (tako i s područja Hrvatske) koji je težio ujedinjenju južno-slavenskih dijelova tadašnje Austro-Ugarske sa Srbijom, te ga je optužba u tzv. "Veleizdajničkom procesu" vođenom u Zagrebu 1909. i spominjala kao ključnog srbijanskog suradnika grupe optuženika. Ostvario je odlučni idejni utjecaj na najradikalniji dio revolucinarne mladeži, koje se okupio u organizaciju "Mlada Bosna".
Po izbijanju Prvog balkanskog rata odaziva se mobilizaciji, kao pričuvni časnik. Sudjeluje i u Drugom balkanskom ratu 1913. Nakon što je u Makedoniji ranjen u koljeno, umire 25. lipnja 1913. u bolnici u Skoplju.